# Шагапов, Рафаил Хасанович
Рафаил Хасанович Шагапов (1934—1998) — советский и российский тренер и педагог, заслуженный тренер России (1995) по пауэрлифтингу, судья всесоюзной категории по тяжелой атлетике, профессор кафедры спортивных видов единоборств УГТУ-УПИ.

## Биография
Родился 10 июля 1934 года в деревне Васькино Нижнесергинского района Свердловской области в семье учителей.
В 14 лет приехал в Свердловск, где сдал экзамены в техникум физической культуры, по окончании которого в 1953 году поступил в Омский институт физической культуры. В 1957 году окончил вуз с дипломом преподавателя физического воспитания по специализации «тяжелая атлетика».
В этом же году начал свою трудовую деятельность в Уральском политехническом институте тренером сборной команды института по тяжелой атлетике. Пройдя путь преподавателя и старшего преподавателя, в 1985 году он стал доцентом, а с 1997 года — профессором университета. За более чем 40 лет работы в УГТУ-УПИ, Рафаилом Шагаповым была создана школа тяжелой атлетики, в которой им были подготовлены 43 мастера спорта. В их числе Евгений Порунов, впоследствии ставший председателем городской думы Екатеринбурга. Чемпионами и призерами СССР по тяжелой атлетике становились его воспитанники — В. Аникин, В. Леваков, В. Кренинг, Н. Груздев, А. Гороховский, Б. Гущин. Николай Груздев дважды становился чемпионом мира и Европы среди юниоров, стал победителем Кубка СССР; Виктор Кренинг был победителем Всесоюзной Универсиады и бронзовым призером Кубка СССР; Валерий Леваков — чемпионом СССР среди юниоров; Александр Гороховский — серебряным призером чемпионата СССР среди молодежи и пятикратным чемпионом Центрального Совета ДСО «Буревестник».
Когда с 1989 года на базе тяжелой атлетики на кафедре спортивных видов единоборств стал развиваться новый вид спорта — пауэрлифтинг, Р. Х. Шагапов подготовил пять мастеров спорта международного класса и 15 мастеров спорта России, среди которых призёры чемпионатов мира Максим Подтынный и Константин Кузнецов. За высокие показатели в работе награждён нагрудным знаком «Отличник физической культуры и спорта».
Более 20 лет возглавлял Свердловскую областную федерацию тяжелой атлетики, с 1994 по 1999 годы — областную федерацию пауэрлифтинга и одновременно был старшим тренером команды Свердловской области. Богатый опыт его тренерской работы отражен в более 20 научно-методических публикациях, среди них монография «Пауэрлифтинг — спорт высших достижений» (1998 год).
Умер 9 июля 1998 года. Похоронен на мусульманском кладбище в поселке Горный Щит.

## Заслуги
- В 1970 году награжден медалью в честь 100-летия со дня рождения В. И. Ленина
- В 1973 году отмечен дипломом III степени и бронзовой медалью ВДНХ СССР за разработку и внедрение эффективных форм и методов физического воспитания студентов.
- Внесен в Книгу Почета Свердловского областного совета ДСО «Буревестник»
- Занесен в Книгу Памяти Министерства спорта Свердловской области под № 15.